# Conde de Aranda
Pedro Pablo Abarca de Bolea y Ximénez de Urrea, x conde de Aranda (Siétamo, 1 de agosto de 1719-Épila, 9 de enero de 1798) fue un noble, militar y estadista ilustrado español, presidente del Consejo de Castilla (1766-1773) y secretario de Estado de Carlos IV (1792).

## Orígenes familiares

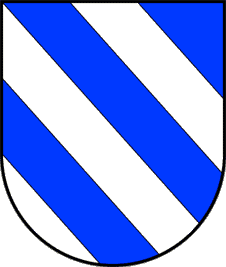
El X conde sucedió a su padre a la cabeza del estado de Aranda, título principal de la casa de Urrea

### Familia
Su padre Pedro de Alcántara Buenaventura Abarca de Bolea, noble aragonés de la casa de Abarca, era el IV marqués de Torres en el momento de su nacimiento y su madre era la noble catalana María Josefa Pons de Mendoza y Bournonville, IV condesa de Robres. Se habían casado el 3 de junio del 1715 en Sangarrén, posiblemente buscando un lugar equidistante entre Barcelona y Zaragoza, el matrimonio tuvo tres hijos más aparte de Pedro Pablo:
- Pedro Ignacio (Siétamo, 1717- 1717, Siétamo), fallecido al poco de nacer.
- María Engracia (Zaragoza).
- Francisca Javiera (Zaragoza).

Además de estos hermanos, el conde de Aranda contaba también con un hermanastro, Gregorio Leandro Iriarte y Estañán, hijo natural de su madre nacido en Corella el 13 de marzo de 1732 y nombrado así por los administradores de la finca que ahí tenían, Miguel de Iriarte y su segunda mujer María Estañán.
El X conde de Aranda se casó en dos ocasiones pero en ambas fue con mujeres de la Casa de Híjar, la primera fue Ana María del Pilar Silva Fernández de Híjar y Portocarrero, hija del VII duque de Hijar con la que contrajo matrimonio por poderes el 19 de marzo de 1739, a la edad de 19 años, con ella tuvo a:
- Ignacia María del Pilar, (Zaragoza,1740- agosto de 1764, Zaragoza) contrajo matrimonio el 6 de abril de 1760 con José María Pignatelli de Aragón y Gonzaga, III duque de Solferino. Tuvieron dos hijos, Joaquina que nació en el 1760 en Londres pero que falleció a los meses y Luis Gonzaga Joaquín, quien era el heredero universal que uniría las casas de Aranda y Fuentes pero que falleció en Madrid el 5 de julio de 1767.[3]
- Ventura María del Pilar, que no se casó ni tuvo hijos.
- Luis Augusto, (Zaragoza, 26 de agosto de 1750-Épila, 12 de diciembre de 1751)

Tras la muerte de su primera mujer, volvió a contraer matrimonio con su sobrina nieta María Pilar Silva Fernández de Híjar y Palafox, quien le sobreviviría y tras cuya muerte volvería a casarse con el I duque de Alagón con quien tampoco tendría descendencia.

## Primeros años
Nació el 1 de agosto de 1719 en Siétamo, asiento de su familia en aquel entonces y se educó primero en Zaragoza y más adelante en el 1734 fue enviado a Italia, al Colegio de Nobles de Parma, uno de los centros con mayor prestigio a nivel internacional y que al momento de su llegada se encontraba en uno de sus puntos de mayor prestigio y donde estuvo hasta el 1737, estudiando materias como lógica, física y matemáticas, aunque parece ser que destacó por su interés en las materias militares.
Posteriormente continuó sus estudios en el Seminario de Bolonia y en Roma y siendo muy joven realizó muchos viajes por toda Europa recibiendo una sólida y liberal formación que pronto hizo que se le identificara con los filósofos y enciclopedistas.
En 1740, consolidada su vocación militar, entró a servir en el ejército con el conde de Montemar y el conde de Gages. Más tarde se trasladó a Prusia, donde conoció a Federico el Grande; residió en París, visitó brevemente Londres y regresó a España.
Por su trabajo, y gracias a la protección de Ricardo Wall el rey Fernando VI le designó embajador en Lisboa (1755-1756); comenzaba así a tener influencias poderosas y a ganar popularidad. Reinando Carlos III fue nombrado embajador en Varsovia y obtuvo el grado de capitán general, con el cual encabezó el ejército español que invadió Portugal en 1762, con resultados desastrosos, pues durante la llamada Guerra Fantástica, el ejército capitaneado por Aranda sufrió 20 000 bajas, fracasando en su intento por capturar Lisboa. Luego fue nombrado gobernador de Valencia, cargo al que tuvo que renunciar para presidir en 1765 el Consejo de Castilla y para ser capitán general de Castilla la Nueva (11 de abril de 1766).

## Durante el reinado de Carlos III
Durante el reinado de Carlos III, tres hechos, en los que el conde de Aranda participó activamente, marcaron su línea y su capacidad política. Fueron: el motín de Esquilache, la caída de los jesuitas y su etapa como embajador en París.

### El motín de Esquilache
El conde de Aranda pasó a ocupar la presidencia del Consejo de Castilla a raíz del motín de Esquilache. El motín había finalizado gracias a las concesiones arrancadas a Carlos III, que el pueblo consideraba como una victoria. El espíritu de sedición se había extendido produciendo sangrientos episodios en Zaragoza (abril de 1766) y, más tarde, en Cuenca, Palencia, Ciudad Real, La Coruña y Guipúzcoa.

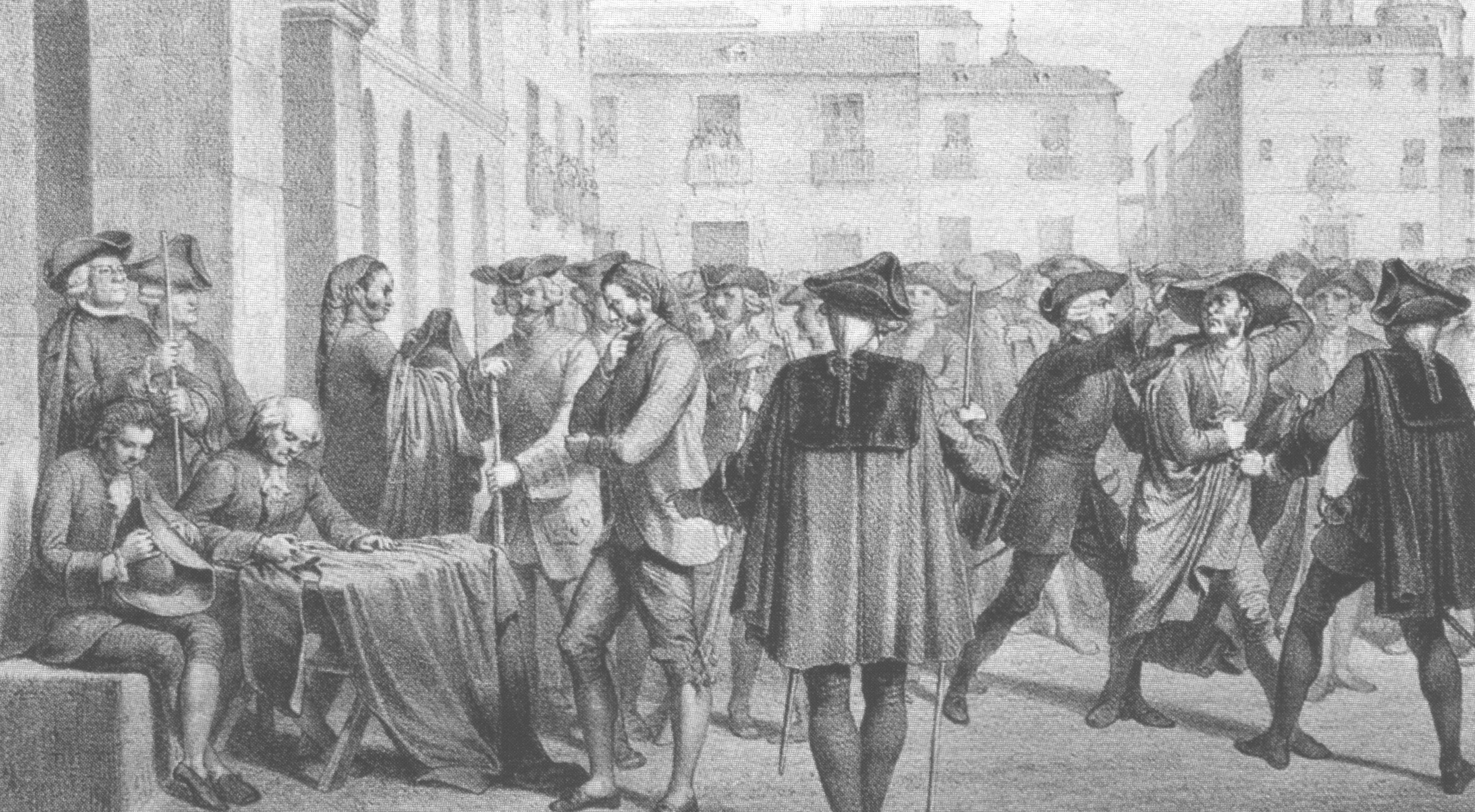
Grabado de los momentos previos al motín de Esquilache de 1766. Los madrileños cambian a regañadientes su capa larga y sombrero chambergo por la capa corta y el sombrero de tres picos.

Apoyado por abogados como Miguel de Múzquiz, Campomanes y Floridablanca, y en nobles aragoneses como Manuel Roda y Juan Gregorio de Muniaín, Aranda realizó la difícil misión de abolir hábilmente las irrealizables concesiones otorgadas por el rey. Se trataba de consolidar la autoridad real sin excitar pasiones que pudieran dar paso a nuevos motines. Lo logró con mucha profesionalidad, pues supo aprovechar su popularidad entre la clase media y los artesanos, a los que se dirigía más en forma de súplica que de imposición.
Consiguió que fuese sustituido el chambergo y la capa larga por el tricornio y la capa corta. La guardia valona regresó a Madrid, y el Consejo de Castilla proclamó una sentencia en la que declaraba nulas las principales demandas otorgadas a los autores del motín de Esquilache.
Aranda quiso culminar su obra pacificadora y propuso el regreso del rey que, inseguro en Madrid, se había trasladado al Palacio Real de Aranjuez. Carlos III se resistió, pero luego aceptó volver.
Durante los años que estuvo al frente del Consejo de Castilla, instauró una política reformista basada en los principios de la Ilustración con la que consiguió el aprecio popular y el elogio del mismo Voltaire. Para llevar a cabo las reformas contó con la colaboración de Campomanes, persona de máxima influencia del rey durante la época. Las reformas se centraron en la cuestión agraria; colonización de sierra Morena, en las medidas regalistas, en el apoyo a las Sociedades Económicas de Amigos del País y en la elaboración del llamado Censo del Conde de Aranda (1768-1769), el primer censo de población que se hizo en España.

### Expulsión de la Compañía de Jesús
La consecuencia casi inmediata del motín de Esquilache fue la expulsión de la Compañía de Jesús, uno de los hechos más controvertidos del reinado de Carlos III. En efecto, Aranda, apoyado por Campomanes, abrió una pesquisa secreta a fin de recoger pruebas que testimoniaran la intervención de los jesuitas en el motín de Esquilache. El marqués de la Ensenada, el abate Gándara y el abate Hermos o fueron desterrados o encarcelados. El rey acabó por firmar el decreto de expulsión de los jesuitas en febrero de 1767; este decreto contaba con la aprobación de las cinco sextas partes de los prelados españoles.
Asimismo se aprovechó para abolir el fuero privado de los eclesiásticos que intervinieran en algaradas y se prohibió la posesión de imprentas en los institutos de clausura o en los lugares que gozaran de inmunidad eclesiástica.

Habiéndome conformado con el parecer de los de mi Consejo Real […] y de lo que me han expuesto personas del más elevado carácter, estimulado de gravísimas causas relativas a la obligación en que me hallo constituido de mantener en subordinación, tranquilidad y justicia mis pueblos, y otras urgentes, justas y necesarias que reservo en mi real ánimo; usando de la suprema autoridad económica que el Todopoderoso ha depositado en mis manos para la protección de mis vasallos y respeto de mi corona, he venido a mandar se extrañen de todos mis dominios de España e Indias, Islas Filipinas y demás adyacentes, a los religiosos de la Compañía, así sacerdotes, como coadjutores y legos que hayan hecho la primera profesión, y a los novicios que quisieren seguirles, y que se ocupen todas las temporalidades de la Compañía de mis dominios. Y para su ejecución uniforme en todos ellos os doy plena y privativa autoridad, y para que forméis las instrucciones y órdenes necesarias, según lo tenéis entendido y estimareis para el más efectivo, pronto y tranquilo cumplimiento. Y quiero que no sólo las justicias y tribunales superiores de estos reinos ejecuten puntualmente vuestros mandatos, sino que lo mismo se entienda con los que dirigiereis a los virreyes, presidentes, audiencias, gobernadores, corregidores, alcaldes mayores y otras cualesquiera justicias de aquellos reinos y provincias, y que, en virtud de sus respectivos requerimientos, cualesquiera tropas, milicias o paisanaje den el auxilio necesario sin retardo ni tergiversación alguna, so pena de caer, el que fuere omiso, en mi real indignación […]
Yo, el Rey, 27 de febrero de 1767: Decreto de expulsión de la Compañía de Jesús.

Los jesuitas fueron acusados, entre otras cosas, de tener un proyecto de erigir un imperio en Paraguay, así como de estar en relación con los ingleses cuando éstos se apoderaron de Manila y de defender el concepto de tiranicidio, que sus enemigos traducían como regicidio. Por último se acusó al general de la Compañía, Lorenzo Ricci, de poner en duda el derecho de Carlos III al trono, por ser hijo sacrílego y adulterino.

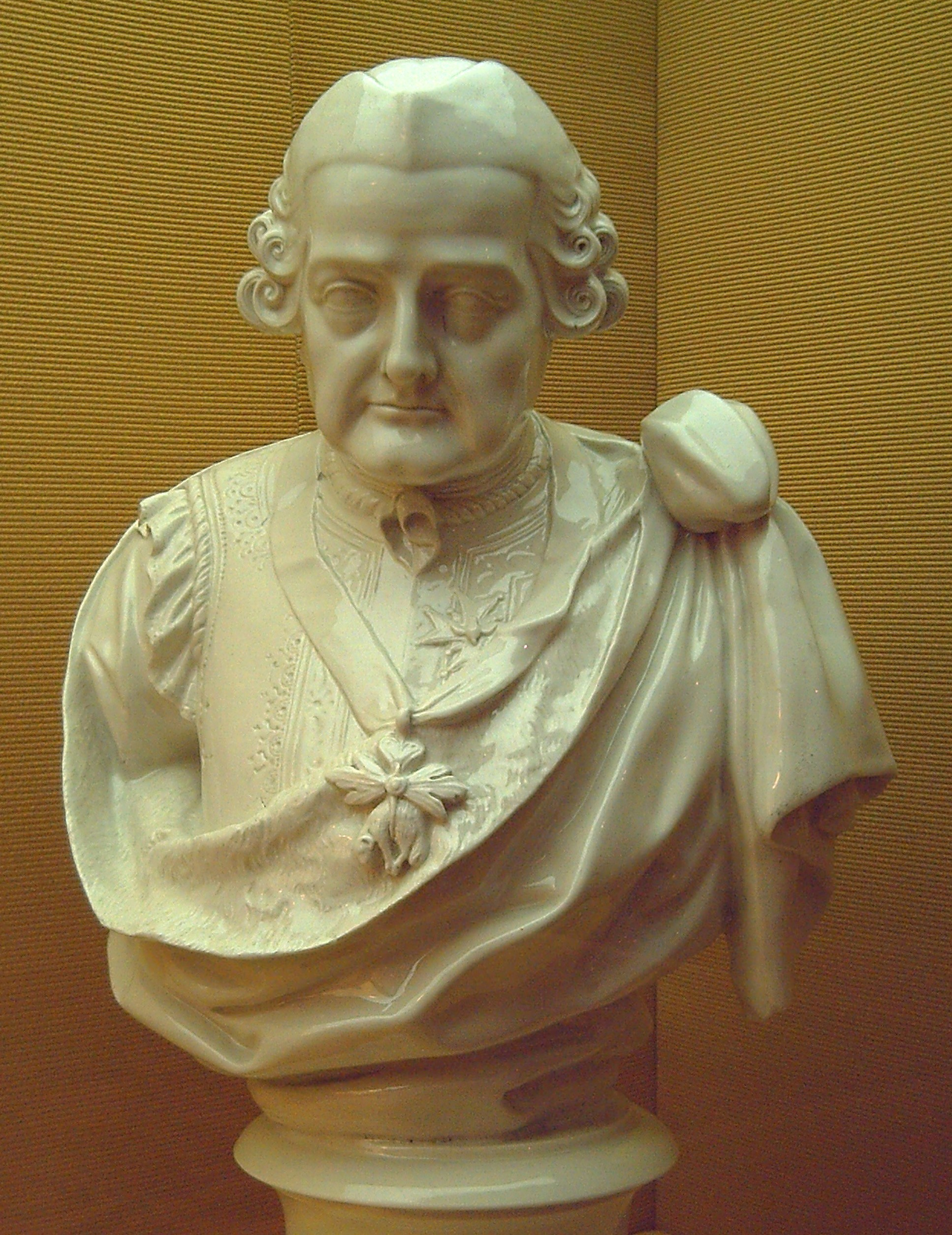
Busto del conde de Aranda, de porcelana de la Real Fábrica de Alcora, en el M.A.N. (Madrid). Obra de Joaquín Ferrer de hacia 1790.

Se ha dicho que si el rey tomó esa decisión fue por influjo de hombres como Aranda, de quien se llegó a decir que "sólo cifraba su gloria en ser contado entre los enemigos de la religión católica". A su vez Voltaire decía que "con media docena de hombres como Aranda, España quedaría regenerada".

#### Ejecución del traslado
Tras la pragmática del 2 de abril del 1767, en donde se confirmaba la propuesta del Consejo Extraordinario para dejar bajo el mando del conde de Aranda la ejecución del exilio, se inició un proceso de movilización de efectivos militares y civiles con todos sus correspondientes deberes logísticos para trasladar a unos cinco mil jesuitas de los territorios de la Corona Española a Civitavecchia.
Dentro de las órdenes que los comisionados locales recibieron para llevar a cabo las ocupaciones y los posteriores traslados se insistía en que a pesar de la necesidad de actuar sin demora que no les faltara nada y que se les entregaran todas sus posesiones, mientras que respecto a los novicios que aunque era deseable que desertaran, simplemente se les informara pero que bajo ningún concepto hicieran sugestiones, quedando su decisión bajo el libre albedrío, aunque en algunos casos esto no fue respetado. 
Igualmente, dentro de las órdenes de abastecimiento para los viajes marítimos y terrestres el conde buscó asegurar una considerable comodidad para los jesuitas aunque debido a varias circunstancias como el rechazo de Roma de asilo estando ya la flota en la mar o la necesidad de tener que improvisar el transporte terrestre en algunos casos desbarató los planes de conseguir una relativa comodidad para los profesos.
A través de los diarios de varios de los jesuitas expulsados se puede observar las acusaciones a los diversos consejeros del rey, a quien exculpaban ya que consideraban que había sido mal aconsejado por sus mentores, mientras que al conde de Aranda quien era el presidente del Consejo de Castilla a menudo se le percibió como un hombre forzado a ejecutar las órdenes de un rey mal aconsejado. Uno de los jesuitas quien lo percibió así fue el padre Luengo, quien escribió en el 1773 en su diario:

Según el carácter de este conde de Aranda, que por una parte no aborrece a los jesuitas y por otra ama con exceso su gloria, si el cielo dispusiera que el rey fuese bien informado de las cosas de la Compañía, sería, ciertamente, entre todos el que menos se empeñase en llevar adelante el engaño; y si, desengañado, el monarca nos quisiese restituir a nuestros colegios, el conde lo ejecutaría con mucha mayor grandeza, aparato y esplendor que nuestra prisión, nuestros viajes y destierro.
Padre Manuel Luengo Rodriguez

Finalmente, en 1773, el papa Clemente XIV expidió la bula de extinción de la Compañía en toda la cristiandad.

### Embajador en París
Las tensiones producidas por la ocupación de las Malvinas por los ingleses enfrentaron al ministro de Negocios Extranjeros, Grimaldi, con el conde de Aranda. Este era partidario de una intervención armada, solución que no resultó favorecida por la coyuntura internacional. España perdió Port Egmont, lo que significó una derrota para el partido aragonés, encabezado por Aranda. Este se vio obligado a abandonar la presidencia del Consejo de Castilla para pasar a ser embajador en Francia en 1773.
Una fallida expedición de castigo a Argelia dio pie a Aranda para preparar, desde París, el desquite del partido aragonés, relegado a un segundo plano desde su fracaso con la política de las Malvinas. El conde de Aranda consiguió el apoyo del príncipe de Asturias, y pronto lograron ver la caída de Grimaldi como ministro de Estado. Sin embargo, Aranda no fue nombrado para sucederle; en su lugar fue designado el conde de Floridablanca, adversario desde hacía muy poco tiempo de Aranda.
En 1776 el conde de Aranda envió conjuntamente con la Corona francesa «dos millones de libras tornesas destinados por ambas Cortes para auxiliar a las colonias inglesas de América», que se emplearían en comprar, entre otros suministros, 216 cañones de bronce, 12.826 bombas y 30.000 fusiles con sus bayonetas para los incipientes Estados Unidos de América. Esta crucial ayuda encubierta de ambos países contribuyó a asegurar el triunfo inicial de los rebeldes en Saratoga en 1777.
El embajador de España no quedó conforme con esta táctica, pues creía que la única manera de asegurar la buena disposición de aquellos que podrían ser vecinos influyentes en América del Norte era establecer un compromiso mutuo. Esto debía hacerse mientras el nuevo Estado aún no hubiera superado sus dificultades. «Si algo ha de conseguirse ventajoso, no ha de ser por los medios ocultos de auxilios secretos e insuficientes, porque ni sirven de gran mérito, ni ponen en el caso de atraer a la otra parte».
Como evidencia de la perspicacia política del noble aragonés, en enero de 1777, durante la segunda reunión entre Aranda y Benjamin Franklin —ya con la asistencia de un intérprete—, el embajador español entendió que el conflicto entre Gran Bretaña y sus colonias ofrecía a España una oportunidad única, quizá irrepetible, de derrotar y tal vez humillar a su histórico adversario, ya que «en siglos no se presentaría ocasión semejante a la presente para reducirla». Superando sus reticencias iniciales, Aranda instó a la Corte de Madrid a reconocer oficialmente a los delegados del Congreso, quienes podrían convertirse en líderes de una nación poderosa en América del Norte, y sugirió que España declarase la guerra a Inglaterra, aunque su propuesta no recibió el apoyo del rey.

Fronteras norteamericanas propuestas por el conde de Aranda hacia el final de la guerra de Independencia de los EE. UU., 3 de agosto de 1782

Su tiempo en la embajada francesa no fue en vano. Entre otros éxitos figura el pacto de 1783 con Inglaterra por el cual Menorca fue devuelta a España, consiguiendo así el tratado de paz con Gran Bretaña, el cual puso fin a la guerra de Independencia de los Estados Unidos de América. Por el tratado España también obtuvo la devolución de la Florida oriental y occidental, así como parte de las costas de Nicaragua, Honduras (la Costa de los Mosquitos) y Campeche y la colonia de Providencia. No obstante, tiene que reconocer la soberanía inglesa de las Bahamas y no logra recuperar Gibraltar.
Su cargo en París duró diez años, durante los cuales conoció a los enciclopedistas y las ideas ilustradas. Aranda regresó a Madrid en 1787. Se rodeó de militares y nobles descontentos de la gestión de Floridablanca, cuyo puesto deseaba.
Alrededor de 1825 salió a la luz un supuesto memorial secreto de Aranda dirigido a Carlos III en 1783, en el cual el conde se habría arrepentido de haber apoyado a EE. UU. La memoria también habría propuesto colocar tres infantes a la cabeza de tres reinos americanos (Perú, México y Costa Firme) bajo un emperador español. Según el historiador José Antonio Escudero, la cronología requerida para que el memorial datara de 1783 y fuera genuino no es viable. Según esa línea temporal, Aranda, quien no pudo haber redactado el memorial que critica la Paz de Versalles en los casi cuatro meses entre la firma del Tratado (3 de septiembre) y su regreso a Madrid (28 de diciembre), ya que el documento se escribió en Madrid, llega exhausto tras un largo viaje, después de una década ausente, encuentra a su esposa fallecida y posiblemente aún sin sepultar, y en ese momento deja de lado la tragedia personal, se reúne brevemente con el rey (primer encuentro), se aísla de inmediato para escribir el memorial, lo finaliza, lo transcribe en limpio y regresa apresuradamente a entregárselo al rey. Todo esto, supuestamente, en unas pocas horas y antes de que concluya el 31 de diciembre. Dichas conclusiones llevaron a Escudero, y después a otros especialistas (entre ellos el historiador estadounidense Allan J. Kuethe), a determinar que dicho memorial secreto es un texto falsificado.

## Durante el reinado de Carlos IV
Durante el reinado de Carlos IV, se produjo la Revolución francesa, hecho que significó el ascenso y la definitiva caída del conde de Aranda.

### Edificaciones, influencias y empresas del conde en España
El conde de Aranda encargó el diseño del Salón del Prado a José de Hermosilla, aunque fue finalmente Ventura Rodríguez quien ejecutaría este proyecto.
Contribuyó a la creación de un convento adjunto a su palacio de Épila y una casona de verano en esta localidad zaragozana de Aragón. Pero también hizo de mecenas para ayudar en la obra más influente y fuerte de la acontecidas en su tiempo en Europa, fue el Canal Imperial de Aragón de Ramón Pignateli que en su origen uniría el Cantábrico con el Mediterráneo de modo navegable y se explotaría para usos agrícolas, repartiendo el agua por estos territorios y haciendo realidad un sueño del Reino de Aragón, para exportar sus materias primas de ganado, peletería, lana y hortofrutícola; aunque no se desarrolló en su totalidad por lo caro y complejo de su realización.

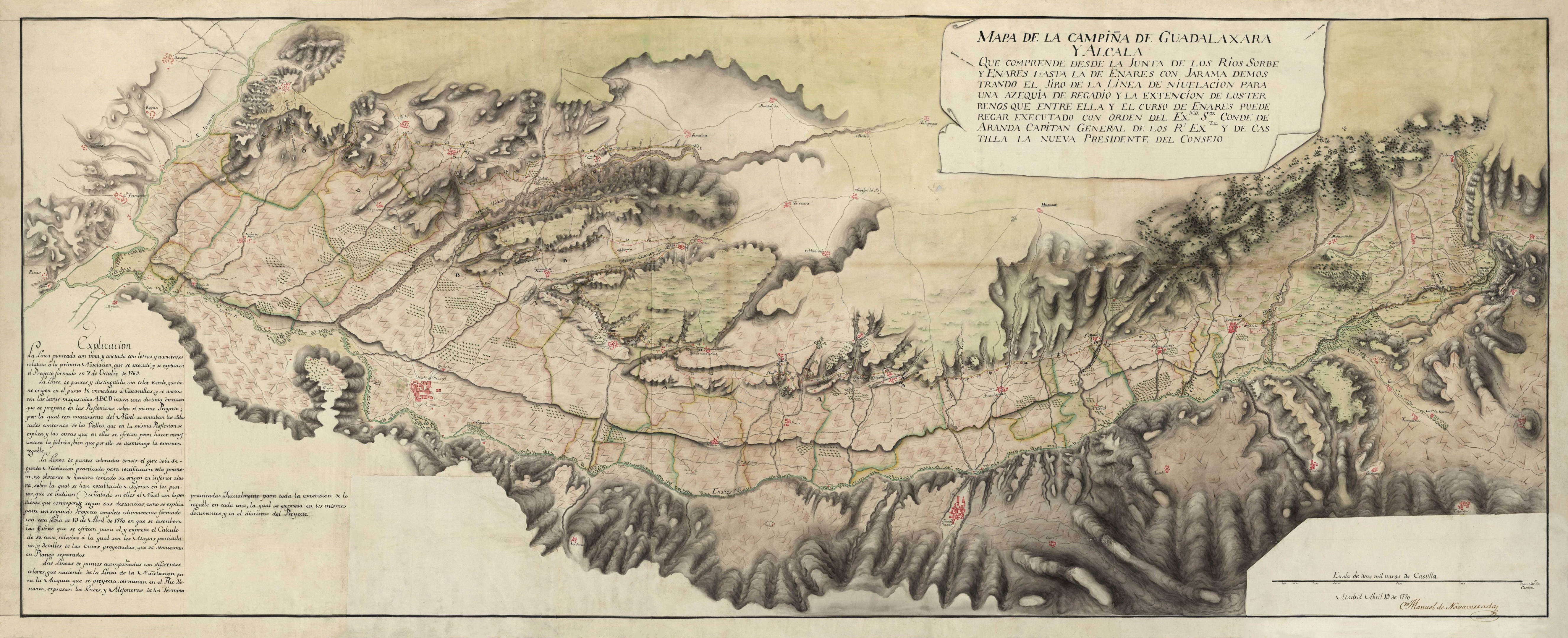
Proyecto inicial del canal de regadío desde Humanes hasta Paracuellos de Jarama (Manuel de Navacerrada, 1770).

En 1765, cuando el urbanismo aún lo trazaban los ingenieros militares, Aranda dejó escrito un memorando de siete pliegos y medio, bajo el epígrafe de «Alicante», para Cartagena. En uno de sus párrafos se dice: «En la anchurosa calle que resultaría del abatimiento del muro antiguo, desde el torreón de San Francisco hasta el de San Bartolomé (es decir, la Rambla, y antes y sucesivamente, paseo del Vall, de Quiroga y de la Reina), se ha de formar un paseo con árboles y bancos que, sirviendo al propio tiempo para el tráfico y transporte, proporcione un paraje interior de concurrencia, para pasear a pie y tratarse las gentes decentes de la ciudad». No podía ser menos. Pedro Pablo Abarca de Bolea, conde de Aranda, sabía muy bien la importancia y necesidad que para los ciudadanos tienen los parques, paseos y zonas verdes. No en balde, creó el Pardo, favoreció el Retiro y autorizó las fiestas de máscaras. El conde de Aranda envió su escrito, que se conserva en el Archivo Municipal, al gobernador y corregidor de esta plaza, Juan José Ladrón de Guevara, con una carta adjunta, en la que le advierte: «Señor mío: consiguiente a las ideas de ampliación del muelle y otras novedades útiles a la conveniencia y hermosura de esa ciudad que formé durante mi permanencia en ella, he formado el concepto y proposición de los puntos que se han de examinar y sobre que se ha de proyectar lo mejor, que incluye a VE una copia». Y agrega: «Pasará de un día a otro a esa ciudad, desde Cartagena, el coronel de ingenieros don Matheo Bodopich, para hacerse cargo de las especies promovidas y proyectar facultativamente sobre ellas, entendiéndose también con el comisario de Guerra don Gerónimo Ontizá que correrá a su tiempo con los intereses de las obras. VE, como gobernador, dará a ambos las luces y auxilios que necesiten y me dará particular satisfacción, en frecuentarme cuantas reflexiones le ocurriesen sobre el particular de que se trata». El conde de Aranda insistió en añadir nuevos espacios «al cuerpo de población, para que unida con el existente facilite, con sus construcciones, hermosura a ella y comodidad a sus habitantes».
En 1770 planteo un canal de regadío para abastecer las campiñas de Guadalajara y Alcalá de Henares, que tomaba las aguas del río Henares en Humanes y finalizaba en el río Jarama a la altura de Paracuellos de Jarama. Con muchos años de retraso y acortando su recorrido se finalizó el Canal del Henares.
Fue emprendedor en la modernización de la cerámica de Alcora que quiso ejercer en la fábrica que heredo de su padre.

### La revolución francesa y la caída de Aranda

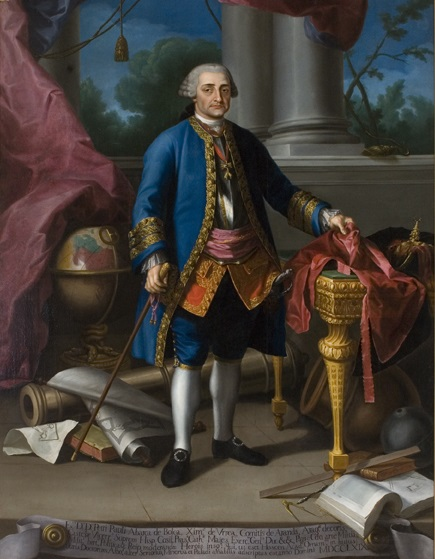
El Conde de Aranda (1769) por Ramón Bayeu (Museo de Huesca).

Tras la muerte de Carlos III, el 14 de diciembre de 1788, accedió al trono Carlos IV, el cual intentó mantener intacta la política y los ministros precedentes.
A partir de los hechos revolucionarios de Francia en 1789, el mayor esfuerzo de la política de Floridablanca se centraba en mantener en secreto los sucesos franceses en España, con el fin de que no se extendiera la revolución por el país. Para ello, contó con el apoyo del Santo Oficio y sectores importantes del clero. Aranda atacó esta alianza con el desprestigiado organismo inquisidor y, apoyado por su partido aragonés, logró que el rey destituyera a Floridablanca, cuyo puesto pasó a ocupar en febrero de 1792.
Meses después del ascenso, Aranda mandó encarcelar a Floridablanca en la fortaleza de Pamplona, al tiempo que se buscaban pruebas para poder acusarlo de abuso de poder. Aranda, tan pronto como tomó el poder, empezó a cambiar, en sentido contrario, el rumbo político de su predecesor. A petición suya, el rey abolió la Junta Suprema de Estado, a la vez que devolvía el protagonismo al Consejo de Estado, baluarte de los grandes en tiempos anteriores.
Aranda suavizó la postura oficial hacia la revolución y redujo la vigilancia sobre los extranjeros, a la que tanta importancia había dado Floridablanca: toleró la distribución de diarios franceses, hasta que el encarcelamiento de la familia real francesa y la abolición de la monarquía dio pie a órdenes más estrictas en la inspección de todos los escritos procedentes de Francia. Al mismo tiempo, España se vio invadida por una ola de refugiados, la mayoría aristócratas y clérigos. A los clérigos refugiados se les prohibió predicar, así como dedicarse a la enseñanza, a la vez que se vieron obligados a no hacer mención alguna sobre los acontecimientos que se desarrollaban en Francia.
En noviembre de 1792, Aranda, demasiado comprometido con el reformismo y con los enciclopedistas —cuyas ideas fueron la base ideológica de la revolución—, fue sustituido por Manuel Godoy, un guardia de corps que se había ganado la confianza de la mujer del rey, María Luisa, al parecer como amante. Pocos meses después, el rey Luis XVI fue guillotinado y estalló la guerra de la Convención. Aranda continuó siendo decano del Consejo de Estado, puesto desde el que agrupó a los enemigos de Godoy.
El 14 de marzo de 1794, en presencia del rey, Aranda atacó en el Consejo de Estado la decisión de Godoy de continuar la guerra con Francia. La dureza del ataque de Aranda fue aprovechada por el favorito Godoy para presionar al rey con la destitución de Aranda, la cual se produjo ese mismo día, en el que fue además desterrado a Jaén. Ya no regresaría nunca a Madrid.

## Juicio a la leyenda negra

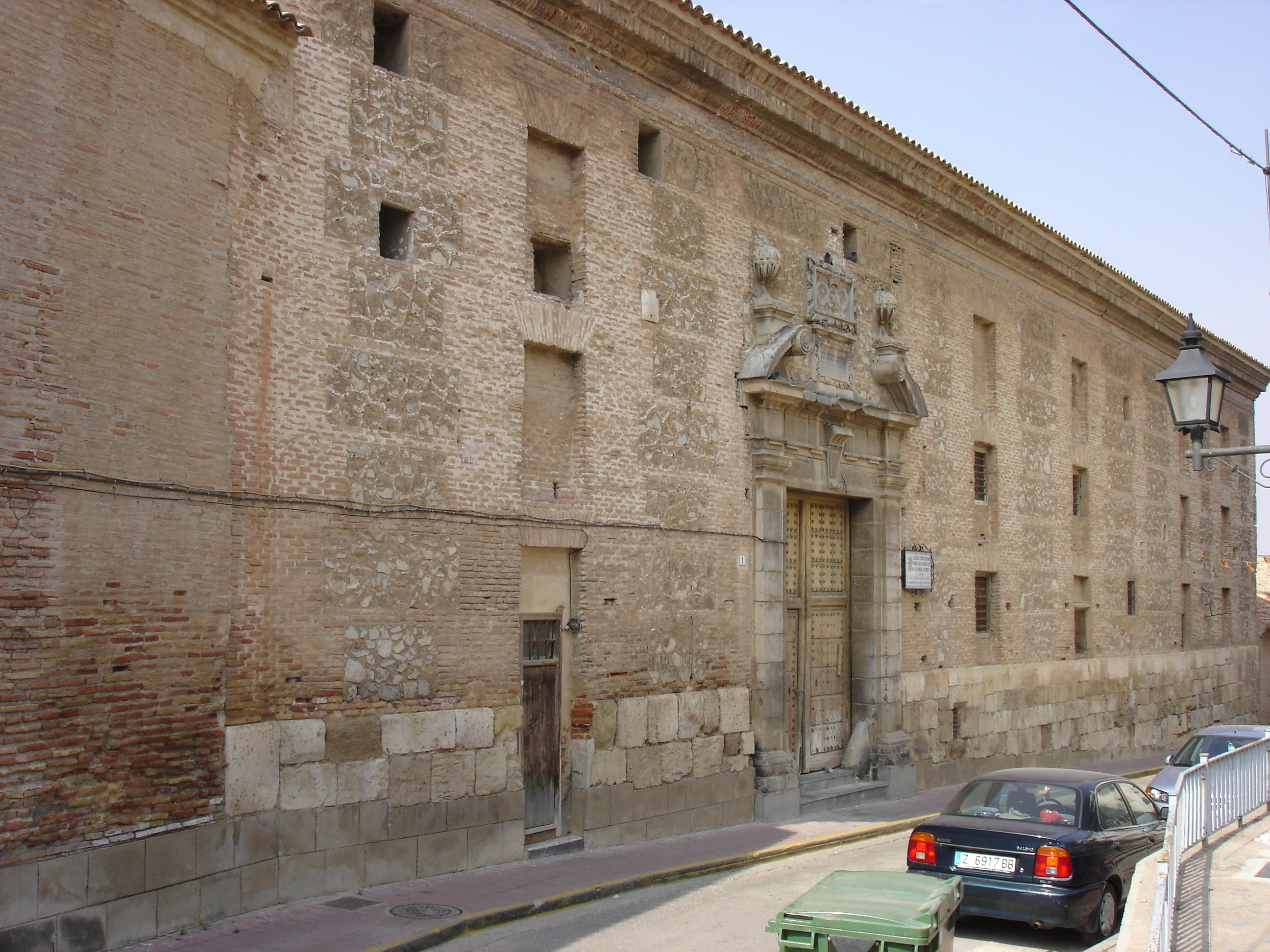
Palacio de los condes de Aranda en Épila, última residencia de Pedro Pablo Abarca de Bolea.

Es un personaje sobre el que recae una leyenda negra formada por las naciones extranjeras y sus enemigos nacionales, al igual que sobre otros personajes relevantes en su tiempo. Es importante conocer el contexto en el que se llevan estas acusaciones y el porqué de ellas.

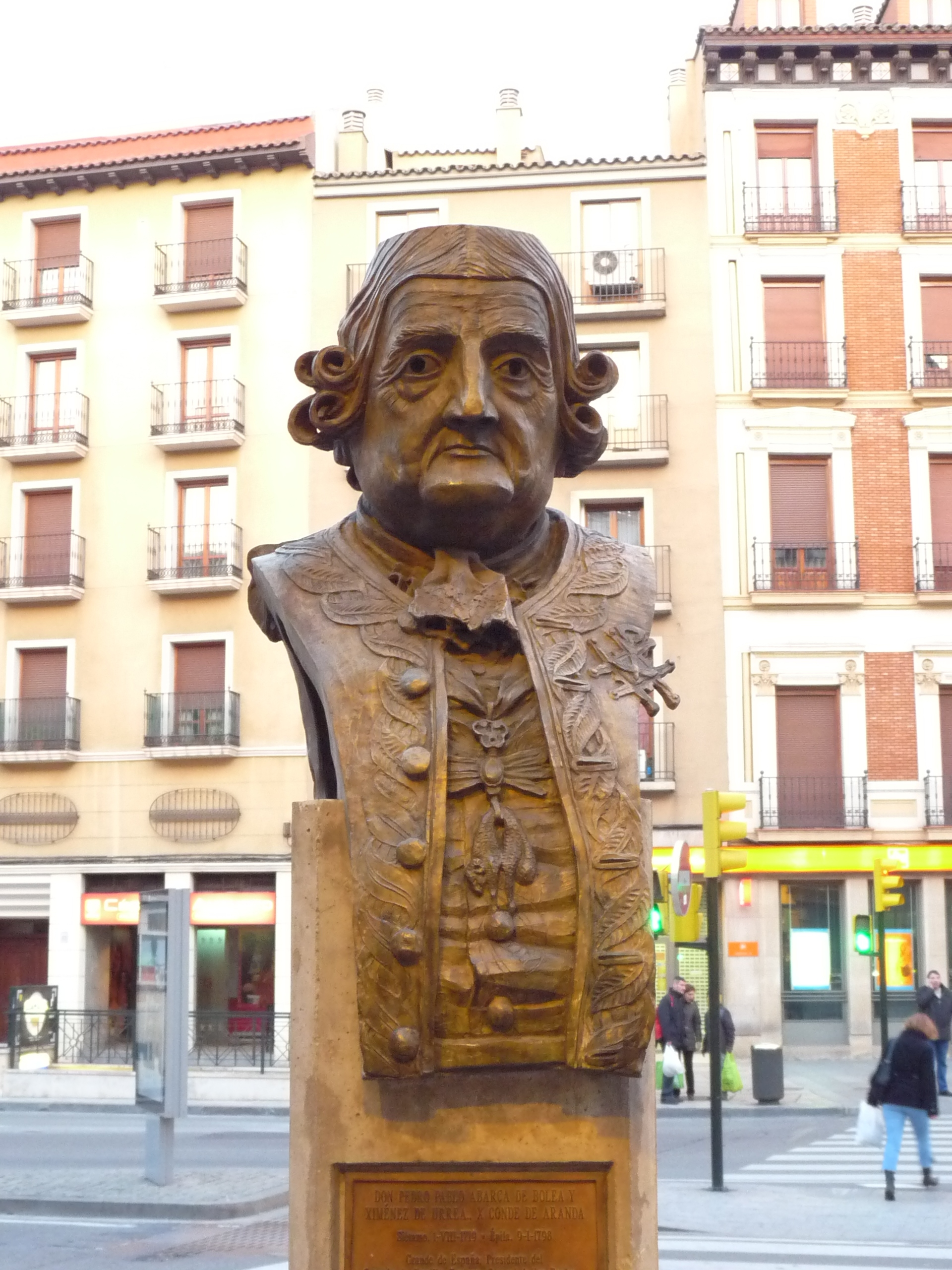
Busto del conde de Aranda en la esquina de las calles Conde de Aranda y César Augusto de Zaragoza.

El conde era una persona importante en su tiempo, sobre el que recaía un gran poder, con el cual hacía y deshacía a su gusto, solo corregido o ignorado por el rey. Este poder había sido arrebatado con astucia y tal vez con mentiras y traiciones a otro gran ilustre, Floridablanca, a la par caído en desgracia, como él posteriormente. Él polarizaba un sector amplio de la sociedad, confrontándose con los ideales del ilustrado aragonés. Así, Floridablanca supuso además de un escollo que superar un enemigo al que acallar en casa y le dejó un regalo envenenado de despedida, como fue el edicto de expulsión de los jesuitas de España, que él tuvo que efectuar y que le causó grandes críticas. Si bien en la expulsión intentó que ellos corriesen el menor riesgo posible y les adecentó lugares en donde poder desempeñar funciones; además, procuró que no hubiera altercados por parte de la plebe en contra de los jesuitas y suplió hábilmente su ausencia en la escuela, pues los maestros ocuparon sus puestos.
Otro punto a tener en cuenta es que el conde, con su posición, ideó soluciones a los problemas que la Corte tenía que resolver. Aunque no tuvieron a bien hacerse, despertaron en las naciones adversas, con informes de embajadores y espías, una animadversión grande y un interés creciente para deshacerse de este personaje influyente. A esto se sumaron los siguientes hechos:
- Sus decisiones de entorpecer el acceso a Gibraltar, sin motivos, para causar una guerra, como era colocar en todos los alrededores de la bahía de la parte española obstáculos subacuáticos que entorpecieran el fondeado y entrada de barcos a la ayuda de los gibraltareños.
- Sus instrucciones contra el comercio inglés en España tras un conflicto por las Malvinas.
- La correspondencia con Ricardo Wall dentro de la guerra de los Siete Años entre Inglaterra y Francia, en la que la Corona española sopesó la invasión de Inglaterra.
- La visión que tenía sobre las soluciones a los virreinatos, porque veía con buenos ojos la implicación en los asuntos de la corona y una mayor libertad y decisión de los siervos de ellas, al haber observado su descontento y el nacimiento de insurrecciones. Teniendo una idea de gobierno de bien común, al estilo de la posterior Mancomunidad de Naciones Británica o British Commonwealth of Nations, donde explotar los lazos en común que todas los virreinatos tenían con la corona. Y así evitar el aumento de los nacionalismos e idealismos surgidos de la Revolución francesa que exportaban las demás naciones, teniendo en cuenta que influyeron en el propio funcionariado de España y sus virreinatos, y que éstos alentaban los ideales extranjeros ante la inflexible respuesta de la corona a sus sugerencias.

Además de sus enemigos extranjeros, le tocó vivir a la sombra del favorito de la Corte, Manuel Godoy, que tardó menos de un año en suplantarlo.

## Muerte y sepultura

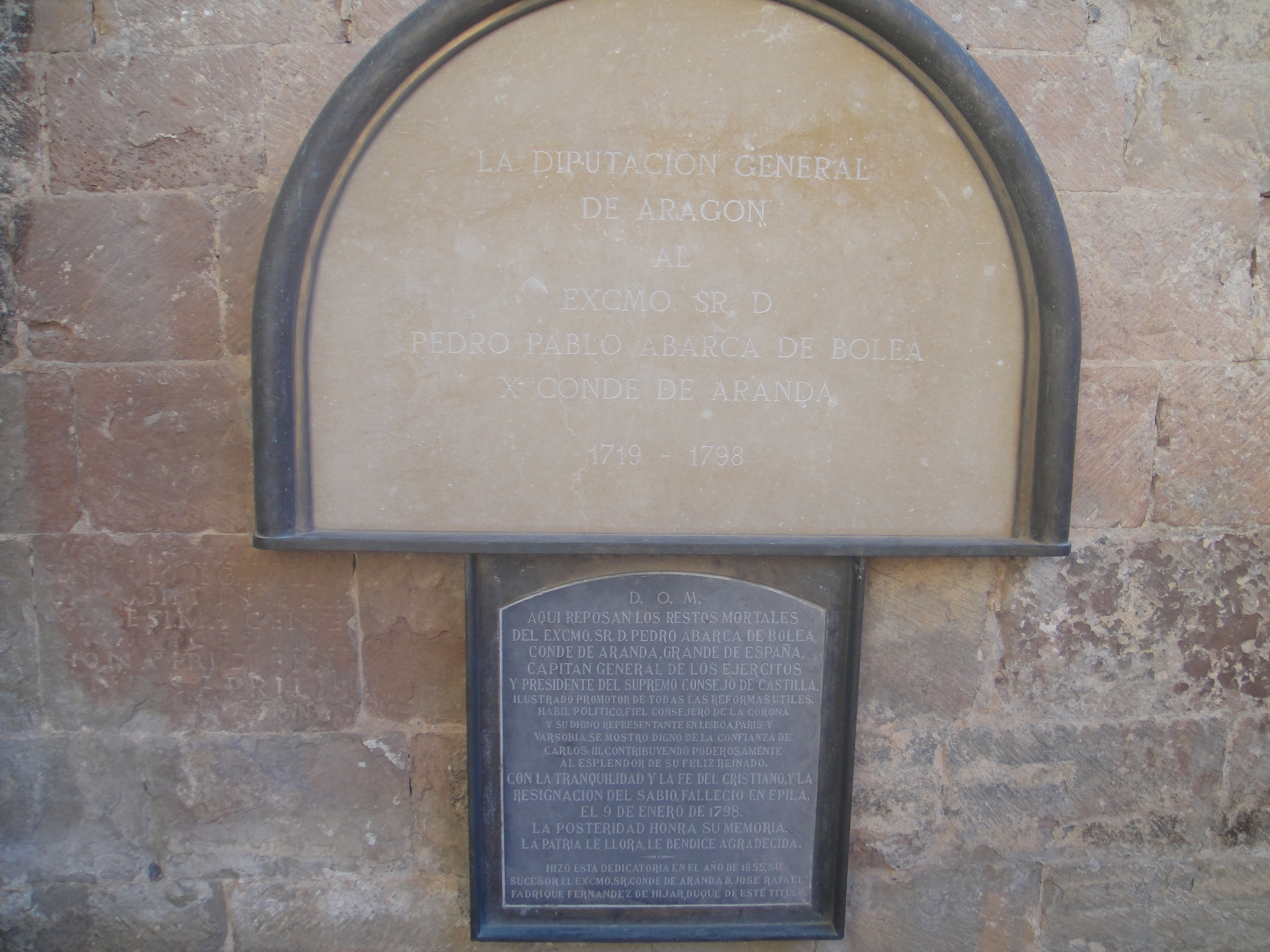
Tumba en el monasterio de San Juan de la Peña

En 1795, el rey Carlos IV le autorizó a residir en Aragón, y el conde de Aranda decidió entonces retirarse a vivir en el municipio zaragozano de Épila, donde falleció en 1798.
Su cadáver recibió primeramente sepultura en el monasterio de San Juan de la Peña y posteriormente fue trasladado al Panteón de Hombres Ilustres, situado en la iglesia de San Francisco el Grande de Madrid. Finalmente, en 1985, sus restos mortales fueron devueltos al monasterio de San Juan de la Peña. Actualmente descansan en el Panteón de Nobles del citado monasterio altoaragonés.
En 2014, el historiador epilense Pedro J. López, experto en su figura y descubridor también del testamento de Aranda, hizo un gran descubrimiento, el cual también publicó: en el palacio que sus parientes los duques de Villahermosa tienen en Pedrola, Zaragoza, halló las memorias escritas por el conde, donde se defiende y postula sus quejas por el trato recibido por el monarca y su segundón Godoy. En ellas, muestra su punto de vista acerca de los sucesos que acaecieron durante su destierro, el olvido de sus servicios a la corte y el imprudente menosprecio a sus ideas, adelantadas a su tiempo. Los sucesos posteriores demostraron su razón y valor.

## Legado

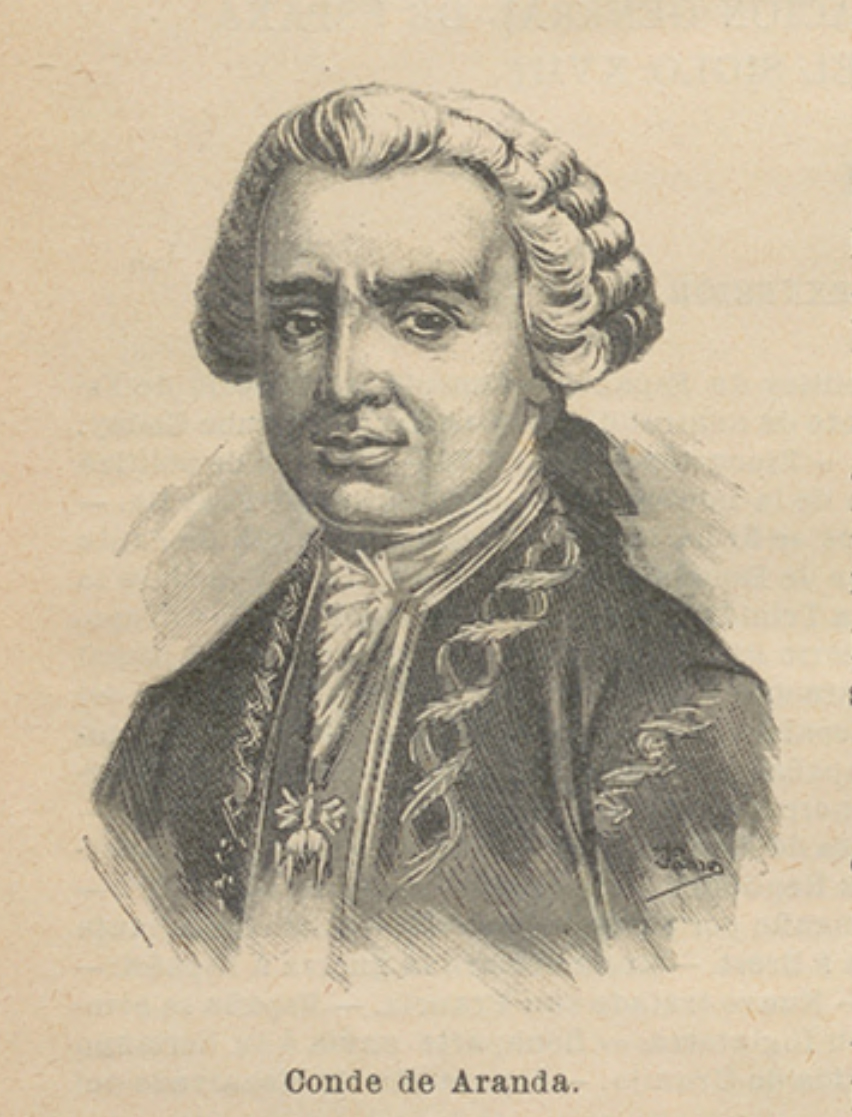
Retratado por Passos en la Historia de España en el siglo XIX de Pi y Margall (1902)

El conde de Aranda es considerado como una de las personalidades más discutidas de la historia de España del siglo XVIII y puede encuadrarse en el grupo de personajes que representan el reformismo ilustrado español entre los que estarían José Nicolás de Azara, el marqués de la Ensenada, Campomanes, Floridablanca, el duque de Alba o Jovellanos.
Fue un hombre que dedicó su vida al servicio de los reyes Felipe V, Luis I, Fernando VI, Carlos III y Carlos IV, planeando su ideología reformista ilustrada y contribuyendo en la mejora y cuantificación de la sociedad española de su tiempo, con su censo de población, uno de los primeros de Europa y su sociedad económica del Partido Aragonés, con el que colaboró en obras y desarrollo de Aragón y España. 
También fue amante de las obras de arte, introdujo en España la elaboración de porcelana, mediante una fábrica propia en Alcora, aprovechando unos hornos de vasijas y cántaros heredados de su padre quien ya había intentado realizar este tipo de porcelana china.
En Épila dejó además de su palacio, su casona de verano en Mareca, su archivo personal, un regalo real de colección de trajes del rey de la Pascua militar y un convento adjunto a este, heredado de la familia y que fue perpetuado por el Conde lo que le permitió llegar hasta nuestros días aunque actualmente se encuentra en estado ruinoso.
Su archivo familiar, cuidado y completo, es uno de los mejores sobre el reino de Aragón y España habiendo sido donado en parte al gobierno de Aragón, bajo beneficios fiscales por su pariente, la duquesa de Alba. 
También el sueño frustrado por su muerte y casi quiebra económica por su represión de Godoy de un teatro de alto rango en la excelentísima villa acorde con su estatus. Y la colección de trajes reales del rey Juan I de Castilla, que nació en esta villa y custodiaba con cariño el conde, hasta el desalojo y venta por ruina del palacio al ayuntamiento de la localidad. Los trajes, obras de arte, muebles, etc. se dispersaron entre los inmuebles de la duquesa de Alba.
Voltaire dejó dicho de él: "con media docena de hombres como Aranda, España quedaría regenerada".

### Bicentenario de 1998
Dentro del bicentenario acontecido en 1998 en Épila, el acto de homenaje al Conde de Aranda estuvo englobado en la cesión al pueblo del palacio por parte de su propietaria, la duquesa de Alba. Este acto, promovido y con eco social por este hecho, estuvo coordinado dentro de una exposición, bajo el título «El final de una vida se escribió en Épila». El acto de la apertura al público del palacio, que hasta entonces nunca lo había estado, fue armonizado por el propio Conde, que mediante la caracterización de un actor local y su séquito, mostró, explicó y guio por los entramados del palacio e indicó su vida en este. En verdad, se ha de contar que la actuación, caracterización, documentación e integración fue estupenda. Pero la visita a lo largo del palacio, curiosa al principio, se tornó triste, conforme las salas vacías y desvencijadas se mostraban ante los ojos. Las vitrinas de los trajes y biblioteca ostentaban lustrosas telarañas de su pasado glorioso y algunas dependencias mostraban en las paredes pequeños testigos de las celosías y baldosas que las vestían, que, al menos, el que las arrancó, tuvo a bien dejar para hacernos a la idea de cómo eran, para su restauración.

### II Jornadas de El Condado de Aranda y la nobleza española en el Antiguo Régimen
En las fechas del 6, 7 y 8 de noviembre de 2008, tuvieron lugar unas jornadas abiertas al público que, bajo el título que encabeza esta reseña, en la localidad de Épila, continuaron la senda abierta por las primeras jornadas acontecidas en Híjar y la creación de su Archivo Ducal. Hubo varias charlas con estudiosos, historiadores y archiveras y de esa familia tan importante en la historia española y aragonesa. Las del día jueves 6, a cargo del profesor Germán Navarro Espinach, de la Universidad de Zaragoza, trataron sobre la formación del Señorío-condado de Aranda; las del viernes 7, expuestas por el profesor, historiador y descubridor Enrique Galé Casajus, sobre la creación literaria en el seno de un clan familiar, así como la obra de Pedro Manuel de Urrea y su posterior presentación del libro sobre el libro de viajes de aquel noble, que se creían perdidos y que él recuperó con su investigación; por último, la del sábado 8, como clausura de las jornadas, bajo el título de El X Conde de Aranda y Aragón, llevada a cabo por José Antonio Ferrer Benimelli y una posterior ruta guiada donde otro historiador explicó los detalles y obras de arte que se guardan en el convento de las Concepcionistas y su relación con el palacio contiguo y con la familia del conde de Aranda.

## En la cultura popular

### Series
- El secreto de la porcelana del 1999, dirigida por Roberto Bodegas, cuya trama gira en torno a la fábrica de porcelana.

## Ascendencia
| \| \| \| \| \| \| \| \| \| \| \| \| \| \| \| \| \| \| \| \| 16. Martín Abarca de Bolea y Fernández \| \| \| \| \| \| \| \| \| \| \| \| \| \| \| \| \| \| \| \| \| \| \| \| \| \| \| \| \| \| \| \| \| \| \| \| \| \| \| \| \| \| \| \| \| \| \| \| \| \| \| \| \| \| 8. Luis Abarca de Bolea y Almazán \| \| \| \| \| \| \| \| \| \| \| \| \| \| \| \| \| \| \| \| \| \| \| \| \| \| \| \| \| \| \| \| \| \| \| \| \| \| \| \| \| \| \| \| \| \| \| \| \| \| \| \| \| \| 17. Ana Catalina Pérez de Almazán \| \| \| \| \| \| \| \| \| \| \| \| \| \| \| \| \| \| \| \| \| \| \| \| \| \| \| \| \| \| \| \| \| \| \| \| \| \| \| \| \| \| \| \| \| \| \| \| \| \| \| \| \| \| 4. Bernardo Abarca de Bolea y Ornes \| \| \| \| \| \| \| \| \| \| \| \| \| \| \| \| \| \| \| \| \| \| \| \| \| \| \| \| \| \| \| \| \| \| \| \| \| \| \| \| \| \| \| \| \| \| \| \| \| \| \| \| \| \| 18. Armand de Hornes y Jeude, señor de Geldorp \| \| \| \| \| \| \| \| \| \| \| \| \| \| \| \| \| \| \| \| \| \| \| \| \| \| \| \| \| \| \| \| \| \| \| \| \| \| \| \| \| \| \| \| \| \| \| \| \| \| \| \| \| \| 9. Catalina Bárbara de Hornes y de la Faillel \| \| \| \| \| \| \| \| \| \| \| \| \| \| \| \| \| \| \| \| \| \| \| \| \| \| \| \| \| \| \| \| \| \| \| \| \| \| \| \| \| \| \| \| \| \| \| \| \| \| \| \| \| \| 19. Isabel de la Faille y Stecher \| \| \| \| \| \| \| \| \| \| \| \| \| \| \| \| \| \| \| \| \| \| \| \| \| \| \| \| \| \| \| \| \| \| \| \| \| \| \| \| \| \| \| \| \| \| \| \| \| \| \| \| \| \| 2. Buenaventura Pedro Abarca de Bolea \| \| \| \| \| \| \| \| \| \| \| \| \| \| \| \| \| \| \| \| \| \| \| \| \| \| \| \| \| \| \| \| \| \| \| \| \| \| \| \| \| \| \| \| \| \| \| \| \| \| \| \| \| \| 20. Martín de Bardaxí Bermúdez de Castro, señor de Estercuel y Antillón entre otros \| \| \| \| \| \| \| \| \| \| \| \| \| \| \| \| \| \| \| \| \| \| \| \| \| \| \| \| \| \| \| \| \| \| \| \| \| \| \| \| \| \| \| \| \| \| \| \| \| \| \| \| \| \| 10.José Berenguer Bermúdez de Castro y Bardají \| \| \| \| \| \| \| \| \| \| \| \| \| \| \| \| \| \| \| \| \| \| \| \| \| \| \| \| \| \| \| \| \| \| \| \| \| \| \| \| \| \| \| \| \| \| \| \| \| \| \| \| \| \| 21. Leonor de Bardaxí y Gurrea \| \| \| \| \| \| \| \| \| \| \| \| \| \| \| \| \| \| \| \| \| \| \| \| \| \| \| \| \| \| \| \| \| \| \| \| \| \| \| \| \| \| \| \| \| \| \| \| \| \| \| \| \| \| 5. Francisca Bermúdez de Castro y Moncayo \| \| \| \| \| \| \| \| \| \| \| \| \| \| \| \| \| \| \| \| \| \| \| \| \| \| \| \| \| \| \| \| \| \| \| \| \| \| \| \| \| \| \| \| \| \| \| \| \| \| \| \| \| \| 22. Juan de Moncayo, II marqués de San Felices de Aragón \| \| \| \| \| \| \| \| \| \| \| \| \| \| \| \| \| \| \| \| \| \| \| \| \| \| \| \| \| \| \| \| \| \| \| \| \| \| \| \| \| \| \| \| \| \| \| \| \| \| \| \| \| \| 11.Beatriz Micaela Francisca de Moncayo y Bolea, III marquesa de San Felices de Aragón \| \| \| \| \| \| \| \| \| \| \| \| \| \| \| \| \| \| \| \| \| \| \| \| \| \| \| \| \| \| \| \| \| \| \| \| \| \| \| \| \| \| \| \| \| \| \| \| \| \| \| \| \| \| 23. María Abarca de Bolea \| \| \| \| \| \| \| \| \| \| \| \| \| \| \| \| \| \| \| \| \| \| \| \| \| \| \| \| \| \| \| \| \| \| \| \| \| \| \| \| \| \| \| \| \| \| \| \| \| \| \| \| \| \| 1. Pedro Pablo Abarca de Bolea y Ximénez de Urrea \| \| \| \| \| \| \| \| \| \| \| \| \| \| \| \| \| \| \| \| \| \| \| \| \| \| \| \| \| \| \| \| \| \| \| \| \| \| \| \| \| \| \| \| \| \| \| \| \| \| \| \| \| \| 24. Bernardo Pons y Turell \| \| \| \| \| \| \| \| \| \| \| \| \| \| \| \| \| \| \| \| \| \| \| \| \| \| \| \| \| \| \| \| \| \| \| \| \| \| \| \| \| \| \| \| \| \| \| \| \| \| \| \| \| \| 12. Francisco Bernardo Agustín Pons y López de Mendoza, II conde de Robres \| \| \| \| \| \| \| \| \| \| \| \| \| \| \| \| \| \| \| \| \| \| \| \| \| \| \| \| \| \| \| \| \| \| \| \| \| \| \| \| \| \| \| \| \| \| \| \| \| \| \| \| \| \| 25. Ana Catalina López de Mendoza \| \| \| \| \| \| \| \| \| \| \| \| \| \| \| \| \| \| \| \| \| \| \| \| \| \| \| \| \| \| \| \| \| \| \| \| \| \| \| \| \| \| \| \| \| \| \| \| \| \| \| \| \| \| 6. Agustín Bernardo Pérez de Pomar López de Mendoza, III conde de Robres \| \| \| \| \| \| \| \| \| \| \| \| \| \| \| \| \| \| \| \| \| \| \| \| \| \| \| \| \| \| \| \| \| \| \| \| \| \| \| \| \| \| \| \| \| \| \| \| \| \| \| \| \| \| 26. Miguel de Salvá y de Vallgornera, I marqués de Vilanant \| \| \| \| \| \| \| \| \| \| \| \| \| \| \| \| \| \| \| \| \| \| \| \| \| \| \| \| \| \| \| \| \| \| \| \| \| \| \| \| \| \| \| \| \| \| \| \| \| \| \| \| \| \| 13. Caterina de Salvá y Pons, II marquesa de Vilanant \| \| \| \| \| \| \| \| \| \| \| \| \| \| \| \| \| \| \| \| \| \| \| \| \| \| \| \| \| \| \| \| \| \| \| \| \| \| \| \| \| \| \| \| \| \| \| \| \| \| \| \| \| \| 27. Jerónima de Ponts y de Rajadell \| \| \| \| \| \| \| \| \| \| \| \| \| \| \| \| \| \| \| \| \| \| \| \| \| \| \| \| \| \| \| \| \| \| \| \| \| \| \| \| \| \| \| \| \| \| \| \| \| \| \| \| \| \| 3. María Josefa Pons de Mendoza y Bournonville, IV condesa de Robres \| \| \| \| \| \| \| \| \| \| \| \| \| \| \| \| \| \| \| \| \| \| \| \| \| \| \| \| \| \| \| \| \| \| \| \| \| \| \| \| \| \| \| \| \| \| \| \| \| \| \| \| \| \| 28. Juan Francisco Benjamín de Bournonville Melum y Egmon de Montmorency, Marqués de Risbourg y de Bournonville \| \| \| \| \| \| \| \| \| \| \| \| \| \| \| \| \| \| \| \| \| \| \| \| \| \| \| \| \| \| \| \| \| \| \| \| \| \| \| \| \| \| \| \| \| \| \| \| \| \| \| \| \| \| 14. Francisco de Bourneville Perapertusa Melun y Montmorency, marqués de Rupit \| \| \| \| \| \| \| \| \| \| \| \| \| \| \| \| \| \| \| \| \| \| \| \| \| \| \| \| \| \| \| \| \| \| \| \| \| \| \| \| \| \| \| \| \| \| \| \| \| \| \| \| \| \| 29. María de Perapertusa Clariana Vilademany Cruilles Pons de Eril, vizcondesa de Ioch \| \| \| \| \| \| \| \| \| \| \| \| \| \| \| \| \| \| \| \| \| \| \| \| \| \| \| \| \| \| \| \| \| \| \| \| \| \| \| \| \| \| \| \| \| \| \| \| \| \| \| \| \| \| 7. María Ignacia de Bournonville y Erill \| \| \| \| \| \| \| \| \| \| \| \| \| \| \| \| \| \| \| \| \| \| \| \| \| \| \| \| \| \| \| \| \| \| \| \| \| \| \| \| \| \| \| \| \| \| \| \| \| \| \| \| \| \| 30. Olaguer de Eril y Orcau, barón de Orcau \| \| \| \| \| \| \| \| \| \| \| \| \| \| \| \| \| \| \| \| \| \| \| \| \| \| \| \| \| \| \| \| \| \| \| \| \| \| \| \| \| \| \| \| \| \| \| \| \| \| \| \| \| \| 15. Manuela de Erill Orcau \| \| \| \| \| \| \| \| \| \| \| \| \| \| \| \| \| \| \| \| \| \| \| \| \| \| \| \| \| \| \| \| \| \| \| \| \| \| \| \| \| \| \| \| \| \| \| \| \| \| \| \| \| \| 31. María de Pons y Camps \| \| \| \| \| \| \| \| \| \| \| \| \| \| \| \| \| \| \| \| \| \| \| \| \| \| \| \| \| \| \| \| \| \| \| \| \| \| \| \| \| \| \| \| \| \| \| \| \| \| \| \| | |  |  |  |  |  |  |  |  |  |  |  |  |  |  |  |
| | |  |  |  |  |  |  |  |  |  |  |  |  |  |  |  |
| | 16. Martín Abarca de Bolea y Fernández                                                                          |  |  |  |  |  |  |  |  |  |  |  |  |  |  |  |
| | |  |  |  |  |  |  |  |  |  |  |  |  |  |  |  |
| | |  |  |  |  |  |  |  |  |  |  |  |  |  |  |  |
| | 8. Luis Abarca de Bolea y Almazán                                                                               |  |  |  |  |  |  |  |  |  |  |  |  |  |  |  |
| | |  |  |  |  |  |  |  |  |  |  |  |  |  |  |  |
| | |  |  |  |  |  |  |  |  |  |  |  |  |  |  |  |
| | 17. Ana Catalina Pérez de Almazán                                                                               |  |  |  |  |  |  |  |  |  |  |  |  |  |  |  |
| | |  |  |  |  |  |  |  |  |  |  |  |  |  |  |  |
| | |  |  |  |  |  |  |  |  |  |  |  |  |  |  |  |
| | 4. Bernardo Abarca de Bolea y Ornes                                                                             |  |  |  |  |  |  |  |  |  |  |  |  |  |  |  |
| | |  |  |  |  |  |  |  |  |  |  |  |  |  |  |  |
| | |  |  |  |  |  |  |  |  |  |  |  |  |  |  |  |
| | 18. Armand de Hornes y Jeude, señor de Geldorp                                                                  |  |  |  |  |  |  |  |  |  |  |  |  |  |  |  |
| | |  |  |  |  |  |  |  |  |  |  |  |  |  |  |  |
| | |  |  |  |  |  |  |  |  |  |  |  |  |  |  |  |
| | 9. Catalina Bárbara de Hornes y de la Faillel                                                                   |  |  |  |  |  |  |  |  |  |  |  |  |  |  |  |
| | |  |  |  |  |  |  |  |  |  |  |  |  |  |  |  |
| | |  |  |  |  |  |  |  |  |  |  |  |  |  |  |  |
| | 19. Isabel de la Faille y Stecher                                                                               |  |  |  |  |  |  |  |  |  |  |  |  |  |  |  |
| | |  |  |  |  |  |  |  |  |  |  |  |  |  |  |  |
| | |  |  |  |  |  |  |  |  |  |  |  |  |  |  |  |
| | 2. Buenaventura Pedro Abarca de Bolea                                                                           |  |  |  |  |  |  |  |  |  |  |  |  |  |  |  |
| | |  |  |  |  |  |  |  |  |  |  |  |  |  |  |  |
| | |  |  |  |  |  |  |  |  |  |  |  |  |  |  |  |
| | 20. Martín de Bardaxí Bermúdez de Castro, señor de Estercuel y Antillón entre otros                             |  |  |  |  |  |  |  |  |  |  |  |  |  |  |  |
| | |  |  |  |  |  |  |  |  |  |  |  |  |  |  |  |
| | |  |  |  |  |  |  |  |  |  |  |  |  |  |  |  |
| | 10.José Berenguer Bermúdez de Castro y Bardají                                                                  |  |  |  |  |  |  |  |  |  |  |  |  |  |  |  |
| | |  |  |  |  |  |  |  |  |  |  |  |  |  |  |  |
| | |  |  |  |  |  |  |  |  |  |  |  |  |  |  |  |
| | 21. Leonor de Bardaxí y Gurrea                                                                                  |  |  |  |  |  |  |  |  |  |  |  |  |  |  |  |
| | |  |  |  |  |  |  |  |  |  |  |  |  |  |  |  |
| | |  |  |  |  |  |  |  |  |  |  |  |  |  |  |  |
| | 5. Francisca Bermúdez de Castro y Moncayo                                                                       |  |  |  |  |  |  |  |  |  |  |  |  |  |  |  |
| | |  |  |  |  |  |  |  |  |  |  |  |  |  |  |  |
| | |  |  |  |  |  |  |  |  |  |  |  |  |  |  |  |
| | 22. Juan de Moncayo, II marqués de San Felices de Aragón                                                        |  |  |  |  |  |  |  |  |  |  |  |  |  |  |  |
| | |  |  |  |  |  |  |  |  |  |  |  |  |  |  |  |
| | |  |  |  |  |  |  |  |  |  |  |  |  |  |  |  |
| | 11.Beatriz Micaela Francisca de Moncayo y Bolea, III marquesa de San Felices de Aragón                          |  |  |  |  |  |  |  |  |  |  |  |  |  |  |  |
| | |  |  |  |  |  |  |  |  |  |  |  |  |  |  |  |
| | |  |  |  |  |  |  |  |  |  |  |  |  |  |  |  |
| | 23. María Abarca de Bolea                                                                                       |  |  |  |  |  |  |  |  |  |  |  |  |  |  |  |
| | |  |  |  |  |  |  |  |  |  |  |  |  |  |  |  |
| | |  |  |  |  |  |  |  |  |  |  |  |  |  |  |  |
| | 1. Pedro Pablo Abarca de Bolea y Ximénez de Urrea                                                               |  |  |  |  |  |  |  |  |  |  |  |  |  |  |  |
| | |  |  |  |  |  |  |  |  |  |  |  |  |  |  |  |
| | |  |  |  |  |  |  |  |  |  |  |  |  |  |  |  |
| | 24. Bernardo Pons y Turell                                                                                      |  |  |  |  |  |  |  |  |  |  |  |  |  |  |  |
| | |  |  |  |  |  |  |  |  |  |  |  |  |  |  |  |
| | |  |  |  |  |  |  |  |  |  |  |  |  |  |  |  |
| | 12. Francisco Bernardo Agustín Pons y López de Mendoza, II conde de Robres                                      |  |  |  |  |  |  |  |  |  |  |  |  |  |  |  |
| | |  |  |  |  |  |  |  |  |  |  |  |  |  |  |  |
| | |  |  |  |  |  |  |  |  |  |  |  |  |  |  |  |
| | 25. Ana Catalina López de Mendoza                                                                               |  |  |  |  |  |  |  |  |  |  |  |  |  |  |  |
| | |  |  |  |  |  |  |  |  |  |  |  |  |  |  |  |
| | |  |  |  |  |  |  |  |  |  |  |  |  |  |  |  |
| | 6. Agustín Bernardo Pérez de Pomar López de Mendoza, III conde de Robres                                        |  |  |  |  |  |  |  |  |  |  |  |  |  |  |  |
| | |  |  |  |  |  |  |  |  |  |  |  |  |  |  |  |
| | |  |  |  |  |  |  |  |  |  |  |  |  |  |  |  |
| | 26. Miguel de Salvá y de Vallgornera, I marqués de Vilanant                                                     |  |  |  |  |  |  |  |  |  |  |  |  |  |  |  |
| | |  |  |  |  |  |  |  |  |  |  |  |  |  |  |  |
| | |  |  |  |  |  |  |  |  |  |  |  |  |  |  |  |
| | 13. Caterina de Salvá y Pons, II marquesa de Vilanant                                                           |  |  |  |  |  |  |  |  |  |  |  |  |  |  |  |
| | |  |  |  |  |  |  |  |  |  |  |  |  |  |  |  |
| | |  |  |  |  |  |  |  |  |  |  |  |  |  |  |  |
| | 27. Jerónima de Ponts y de Rajadell                                                                             |  |  |  |  |  |  |  |  |  |  |  |  |  |  |  |
| | |  |  |  |  |  |  |  |  |  |  |  |  |  |  |  |
| | |  |  |  |  |  |  |  |  |  |  |  |  |  |  |  |
| | 3. María Josefa Pons de Mendoza y Bournonville, IV condesa de Robres                                            |  |  |  |  |  |  |  |  |  |  |  |  |  |  |  |
| | |  |  |  |  |  |  |  |  |  |  |  |  |  |  |  |
| | |  |  |  |  |  |  |  |  |  |  |  |  |  |  |  |
| | 28. Juan Francisco Benjamín de Bournonville Melum y Egmon de Montmorency, Marqués de Risbourg y de Bournonville |  |  |  |  |  |  |  |  |  |  |  |  |  |  |  |
| | |  |  |  |  |  |  |  |  |  |  |  |  |  |  |  |
| | |  |  |  |  |  |  |  |  |  |  |  |  |  |  |  |
| | 14. Francisco de Bourneville Perapertusa Melun y Montmorency, marqués de Rupit                                  |  |  |  |  |  |  |  |  |  |  |  |  |  |  |  |
| | |  |  |  |  |  |  |  |  |  |  |  |  |  |  |  |
| | |  |  |  |  |  |  |  |  |  |  |  |  |  |  |  |
| | 29. María de Perapertusa Clariana Vilademany Cruilles Pons de Eril, vizcondesa de Ioch                          |  |  |  |  |  |  |  |  |  |  |  |  |  |  |  |
| | |  |  |  |  |  |  |  |  |  |  |  |  |  |  |  |
| | |  |  |  |  |  |  |  |  |  |  |  |  |  |  |  |
| | 7. María Ignacia de Bournonville y Erill                                                                        |  |  |  |  |  |  |  |  |  |  |  |  |  |  |  |
| | |  |  |  |  |  |  |  |  |  |  |  |  |  |  |  |
| | |  |  |  |  |  |  |  |  |  |  |  |  |  |  |  |
| | 30. Olaguer de Eril y Orcau, barón de Orcau                                                                     |  |  |  |  |  |  |  |  |  |  |  |  |  |  |  |
| | |  |  |  |  |  |  |  |  |  |  |  |  |  |  |  |
| | |  |  |  |  |  |  |  |  |  |  |  |  |  |  |  |
| | 15. Manuela de Erill Orcau                                                                                      |  |  |  |  |  |  |  |  |  |  |  |  |  |  |  |
| | |  |  |  |  |  |  |  |  |  |  |  |  |  |  |  |
| | |  |  |  |  |  |  |  |  |  |  |  |  |  |  |  |
| | 31. María de Pons y Camps                                                                                       |  |  |  |  |  |  |  |  |  |  |  |  |  |  |  |
| | |  |  |  |  |  |  |  |  |  |  |  |  |  |  |  |
| | |  |  |  |  |  |  |  |  |  |  |  |  |  |  |  |